# آلفرد برونئو
آلفرد برونئو (انگلیسی: Alfred Bruneau; ۳ مارس ۱۸۵۷ – ۱۵ ژوئن ۱۹۳۴) آهنگساز، و رهبر (موسیقی) اهل فرانسه بود.

## افتخارات
وی همچنین برندهٔ جوایزی همچون لژیون دونور (شوالیه) و جایزه بزرگ رم شده‌است.